# Stéphanie Bédard
Stéphanie Bédard est une chanteuse québécoise née le 17 septembre 1982 à Drummondville au Québec et révélée en 2005 par sa participation à Star Académie au Québec, puis en 2012 avec l'émission française The Voice, la plus belle voix.

## Biographie
Stéphanie Bédard est née le 17 septembre 1982 à Drummondville, au Québec, d'une mère infirmière et d'un père journalier. Elle a un frère, Sébastien.
Elle commence sa carrière de chanteuse dès l'âge de 17 ans. Elle fait partie de diverses formations et se produit aux États-Unis et au Canada.
En 2005, Stéphanie atteint la finale de Star Académie. Par la suite, elle fait partie de façon hebdomadaire, de l'émission Belle et Bum, émission musicale phare de Télé-Québec, pendant 3 ans comme chanteuse-maison, interprétant les grands classiques de ce monde, autant américains que français. Elle a notamment repris la chanson de Danielle Messia De la main gauche (1982) avec une orchestration moderne et une voix bien plus puissante que la créatrice du titre.
En 2012, elle participe à la première saison du télé-crochet musical français The Voice, la plus belle voix,. Elle est éliminée au premier live face à Jhony Maalouf et Louis Delort.
En 2012, elle intègre la troupe de Robin des Bois dont la première a lieu le 26 septembre 2013 au Palais des congrès de Paris. Elle y interprète le personnage de Marianne. La comédie musicale est programmée jusqu'à la fin juin 2014 et visite ensuite le Québec. L'album s'est déjà écoulé à plus de 100 000 copies en France (en vente au Québec à l'automne 2013). La version intégrale est mise en vente le 26 août 2013.
À partir du 15 février 2013, la tournée Clin d’œil Rock & Rose parcourt le Québec. Les six chanteuses qui en font partie, dont Stéphanie Bédard, France D'Amour ou Nadja, ont pour but de divertir mais aussi de sensibiliser et informer les gens à la cause du cancer du sein.
La chanson Au-Delà, en duo avec Gardy Fury obtient un bel accueil en radio à l'été 2013.
En 2013, elle participe avec les membres de la troupe Robin des Bois à l'album Génération Goldman 2 (sorti le 26 août 2013) sur le titre Il changeait la vie.
Fin 2014, elle incarne Esméralda dans la comédie musicale Notre-Dame de Paris, à l'occasion de la tournée asiatique (Corée du sud et Taiwan) ainsi qu'au Liban.
Au printemps 2015 sort son 1er album Minuit debout dont le 1er single est Je te mettrai dehors.
Stéphanie se joint à l'équipe de l'émission Sur Invitation Seulement, diffusée à TVA, animée par Stéphane Rousseau, en tant que chanteuse-maison. 
Son single Ensemble, sorti à l'été 2018 devient un succès sur Stingray et en radio.
À l'automne 2018, la chanteuse fait appel au financement participatif via La Ruche, plateforme québécoise, pour la production de son EP prévu pour février 2019 sous l'étiquette Productions Trianges.
À l'été 2020, alors qu'aucun rassemblement est permis, Stéphanie a la brillante idée de se produire directement sur l'eau afin de respecter les règles de distanciation chaque "bulle" dans son embarcation. Elle réitère l'expérience en 2021 vu le succès du projet La Route des Lacs. La scène étant la nature elle-même, ce spectacle en donne tout un grâce aux couchers de soleil, aux envolées de canards, aux merveilleux paysages qu'offrent les différents lacs du Québec.
C'est aussi lors de la pandémie qu'elle compose et écrit l'album Miroir avec ses amis et collègues Pilou, Georgette, Mathieu Lippé, Steven Doman. Le premier single Avec toi, Toujours sort à la Fête des Mères et tourne en radio; un vidéoclip touchant qui regroupe des photos de ses followers avec leur maman est publié pour l'occasion. L'album complet sort à l'automne 2022 en plein congé maternité.
En 2023, le Festivoix de Trois-Rivières invite Stéphanie à tenter la médiation culturelle via le projet Les Notes du Souvenir. En collaboration avec le Centre de Ressources Alzheimer de Trois-Rivières Carpe Diem et l’artiste, l'organisation a développé un projet musical adressé spécifiquement aux personnes vivant avec la maladie d’Alzheimer. Encadré par les membres de l’équipe de Carpe Diem, le projet Les notes du souvenir s’est décliné en deux ateliers collaboratifs et s’est clôturé par un spectacle offert gratuitement pour les participants et leurs proches. L’ensemble du processus a été très fort en émotions à la fois pour les participants qui ont pu vivre des moments privilégiés avec l’artiste, les proches qui ont assisté au spectacle ainsi que pour l’artiste qui a été particulièrement émue par les témoignages et les réactions des résidents et du public.

## Discographie

### Album
- 2015 : Minuit debout
- 2018 : Ricochet
- 2022 : Miroir

### Singles
- 2012 : Au-delà en duo avec Gardy Fury
- 2015 : Je te mettrai dehors
- 2015 : La ville est à nous
- 2016 : So Far Away avec Bridgeway
- 2018 : Ensemble
- 2022 : Avec toi, toujours
- 2023 : Respire

### Collaborations
- 2005 : Star Académie (Artistes Variés) : Que veux-tu que je te dise?
- 2008 : Ao – La Fantastique Légende (Artistes Variés) : Soupir d’un ange
- 2012 : The Voice: La Plus Belle Voix Compile No 1 (Artistes variés) : C'est Comme Ça
- 2013 : Robin des Bois: Ne Renoncez Jamais - Édition de Luxe (Artistes variés)
  - La Flèche ou La Cible
  - La Providence
  - Tes Blessures
- 2013 : Génération Goldman 2 (Artistes variés) : Il Changeait la Vie- avec la Troupe de Robin des Bois
- 2016 : So far away (Bridgeway)

## Prix et Distinctions
- 2005 - Album Certifié Platine - Album STAR ACADÉMIE 2005
- 2006 - Gala de l'ADISQ - Félix de l’album de l’année – meilleur vendeur, album STAR ACADÉMIE 2005.
- 2007 - DVD Certifié Platine - Tournée STAR ACADÉMIE 2006
- 2013 - Album Certifié Double Platine - ROBIN DES BOIS: NE RENONCEZ JAMAIS
- 2013 - NRJ Music Awards 15th Edition - Groupe/duo/troupe francophone de l’année (avec Robin Des Bois)
- 2021 - Prix Arts Excellence « Initiative résilience de l'année » pour La Route des Lacs